# Tori Amos
Tori Amos (de nom real Myra Ellen Amos) (Newton, Carolina del Nord, Estats Units, 22 d'agost de 1963) és una pianista i cantautora estatunidenca. Va ser a l'avantguarda d'una sèrie de dones cantants i compositores de la dècada de 1990 i va destacar a principis de la seva carrera com una de les poques artistes de rock alternatiu en utilitzar el piano com a instrument principal.
És coneguda per les seves cançons líricament opaques però intensament emocionals que cobreixen un gran ventall de temes que inclouen la sexualitat, la religió, el patriarcat i la tragèdia personal.
Alguns dels seus singles més coneguts són Crucify, Silent All These Years, God, Cornflake Girl, Caught a Lite Sneeze, Professional Widow, Spark, 1000 Oceans, i A Sorta Fairytale, el seu single de més èxit als EUA fins avui.
El 2005, Amos havia venut 12 milions d'àlbums a tot el món. Ha estat nominada a 10 premis Grammy i va ser nomenada una de les 50 Persones Més Belles de la revista People el 1996. Amos també ha estat reconeguda com un dels millors cantants en directe de tots els temps per una enquesta de la revista Rolling Stone el 2003, que va col·locar a la posició 5.

## Biografia
Quan tenia dos anys, la seva família es va traslladar a Baltimore, Maryland, on va començar a tocar el piano. Als cinc anys, que havia començat a compondre peces instrumentals en piano.
El 1968 mentre vivia a Rockville, Maryland, va guanyar una beca per al conservatori Peabody de Música. Després de complir 11 anys, li van retirar la beca i la van expulsar del conservatori. Amos assegura que va perdre la seva beca a causa del seu interès en el rock i la música pop, a més del seu desgrat per llegir música de les partitures.
El 1972, la família es va traslladar a Amos Silver Spring, Maryland, on el seu pare, el reverend Edison Amos, es va convertir en pastor del Bon Pastor Església Metodista Unida. A l'edat de 14 anys va començar a tocar en els bars de piano acompanyada del seu pare, qui al seu torn enviava cintes amb les seves cançons a les principals companyies discogràfiques.
Amos va començar a ser coneguda quan va guanyar un concurs de talents adolescents del comtat el 1977.
El 1985, després de tocar una nit en un bar, va deixar pujar a un client regular de l'establiment al seu cotxe per portar-lo a casa. Aquest estrany va ser qui minuts més tard la va amenaçar de mort si no satisfeia les seves necessitats sexuals. Aquella dura experiència la descriuria més tard en la seva cançó Me and a Gun, cançó en la qual narra la seva pròpia violació sexual que va passar quan tenia 21 anys.
Als 21 anys, Amos es va mudar a Los Angeles per perseguir la seva carrera musical després de diversos anys actuant en el circuit d'un piano bar de la zona de Washington DC.

## Discografia

### Àlbums
- 1992: Little Earthquakes
- 1994: Under the Pink
- 1996: Boys for Pele
- 1998: From the Choirgirl Hotel
- 1999: To Venus and Back
- 2001: Strange Little Girls
- 2002: Scarlet's Walk
- 2004: The Beekeeper
- 2007: American Doll Posse
- 2009: Abnormally Attracted to Sin
- 2009: Midwinter Graces
- 2011: Night of Hunters
- 2014: Unrepentant Geraldines
- 2017: Native Invader
- 2021: Ocean to Ocean
- 2025: The Music of Tori and the Muses

## Guardons
Nominiacions
- 1995: Grammy al millor àlbum de música alternativa
- 1997: Grammy al millor àlbum de música alternativa
- 1999: Grammy al millor àlbum de música alternativa
- 2000: Grammy al millor àlbum de música alternativa
- 2002: Grammy al millor àlbum de música alternativa